# Traian (Teleorman)
Pour les articles homonymes, voir Traian.
Traian est une commune du județ de Teleorman en Roumanie.